# Yeh Jawaani Hai Deewani
Pour plus de détails, voir Fiche technique et Distribution.
Yeh Jawaani Hai Deewani est un film indien de Bollywood réalisé par Ayan Mukherjee sorti le 31 mai 2013.
Le film met en vedette Ranbir Kapoor, Deepika Padukone, Aditya Roy Kapoor et Kalki Koechlin. Le long métrage fut un succès notable aux box-office.

## Synopsis
Naina (Deepika Padukone), jeune étudiante timide et un peu coincée, rencontre par hasard Aditi, une ancienne camarade de classe hors-norme qui l'informe de son projet de partir faire un trek en compagnie de ses deux amis d'enfance, Bunny (Ranbir Kapoor) et Avy. Naina prend alors conscience qu'elle a besoin de vacances : Ses brillantes études ne suffisent pas à la rendre heureuse. Surmontant sa peur et la désapprobation de ses parents, elle décide de se joindre aux trois amis.
Bien que Naina ait du mal à s'intégrer dans l’équipe délurée que forme ses anciens camarades de classe, elle se détend petit à  petit, notamment grâce au soutien de Bunny. Au fil du séjour, une attirance mutuelle s’installe entre les deux jeunes gens, jusqu'à ce que Naina soit prête à avouer son amour, avant de renoncer pour ne pas briser les rêves d'aventure de l’homme qu'elle aime. 
Huit ans plus tard, un événement heureux va réunir les quatre amis, qui ont mené leurs vies aussi bien qu'ils l'ont pu. 
Le film suit la vie des personnages sur les années qui suivent le trek à Manali, à travers différents événements, dont le mariage d'Aditi. À cette occasion, Bunny et Avy ont une dispute violente, qui commence par l'accusation d'égoïsme qu'Avy exprime envers son ami. Bunny, qui s'est vu proposer le rôle de présentateur d'une émission télé, s'y est en effet consacré corps et âme, reléguant ses proches au second rang de sa vie trépidante.
Après cette dispute, d'autres éléments contribueront à changer sa vision des choses et à penser davantage à ses amis et à Naina.
Le film se termine sur une note heureuse, et sur la vision des quatre amis étroitement liés.

## Fiche technique
Source IMDb
- Titre original : Yeh Jawaani Hai Deewani
- Réalisateur : Ayan Mukherjee
- Scénario : Ayan Mukherjee et Hussain Dalal
- Parolier : Amitabh Bhattacharya
- Photographie : Manikandan
- compositeur : Pritam Chakraborty
- Production : Hiroo Johar, Apoorva Mehta, Marijke Desouza, Karan Johar
- Langue : hindi
- Pays d'origine : Inde
- Dates de sortie : 
  - Koweït : 30 mai 2013
  - Inde, Irlande, Royaume-Uni et Pays-Bas : 31 mai 2013
  - France : 16 juin 2013 (Festival Bollywood India de Lyon):
- Format : Couleurs
- Genre : comédie romantique, film musical
- Durée : 160 minutes (176 minutes au Royaume-Uni)

## Distribution
- Deepika Padukone : Naina
- Ranbir Kapoor : Bunny
- Aditya Roy Kapoor : Avy
- Poorna Jagannathan : Riyana
- Madhuri Dixit :  Muhini
- Kalki Koechlin : Aditi
- Kunaal Roy Kapur : Taran
- Omar Khan : Dave
- Evelyn Sharma : Lara, cousine de Taran

## Musiques
| 1.  | Badtameez Dil                   | Benny Dayal, Shefali Alvares      | 4:12 |
| 2.  | Balam Pichkari                  | Vishal Dadlani, Shalmali Kholgade | 4:49 |
| 3.  | Ilahi (Reprise)                 | Mohit Chauhan                     | 3:33 |
| 4.  | Kabira                          | Rekha Bhardwaj, Tochi Raina       | 3:43 |
| 5.  | Dilliwaali Girlfriend           | Arijit Singh, Sunidhi Chauhan     | 4:20 |
| 6.  | Subhanallah                     | Sreeram, Shilpa Rao               | 4:09 |
| 7.  | Ghagra                          | Vishal Dadlani, Rekha Bhardwaj    | 5:04 |
| 8.  | Kabira (Encore)                 | Arijit Singh, Harshdeep Kaur      | 4:29 |
| 9.  | Ilahi                           | Arijit Singh                      | 3:52 |
| 10. | Yeh Jawaani Hai Deewani Mash Up | DJ Chetas                         |      |

## Réception

### Box-office
- Box-office Inde: 3 020 000 000 Roupies[2].
- Budget: 500 000 000 Roupies indiennes[3].

Box-office india qualifie le film de Blockbuster.